# Александро-Невский собор (Волгоград)
Собо́р Алекса́ндра Не́вского — православный храм в Волгограде, кафедральный собор Волгоградской митрополии и епархии Русской православной церкви. Является копией разрушенного в 1932 году одноимённого собора.
Освящён в честь святого князя Александра Невского.
Настоятель храма — митрополит Волгоградский и Камышинский Феодор (Казанов).

## История
Исторический собор (построен в 1901—1916 годах, разрушен в 1932) располагался рядом с Александровской улицей (ныне проспект Ленина), где теперь находится сквер (там установлена часовня в память о соборе). Для воссоздания собора выбрано новое место — в парке рядом с площадью Павших борцов (бывшей Александровской). В советское время на этом месте планировалось строительство Дома Советов. После терактов в Волгограде в конце 2013 года предложение об восстановлении собора вновь активно обсуждалось. Верующие обратились с просьбой построить часовни в этом городе. Губернатор Сергей Боженов отметил, что «вместе с прихожанами, благотворителями и в сотрудничестве с Волгоградской епархией разработан эскиз строительства храма, и региональное руководство поддержало этот проект». По первоначальному проекту помимо храма предполагалось также строительство торгового центра, однако в итоге от этих планов отказались.

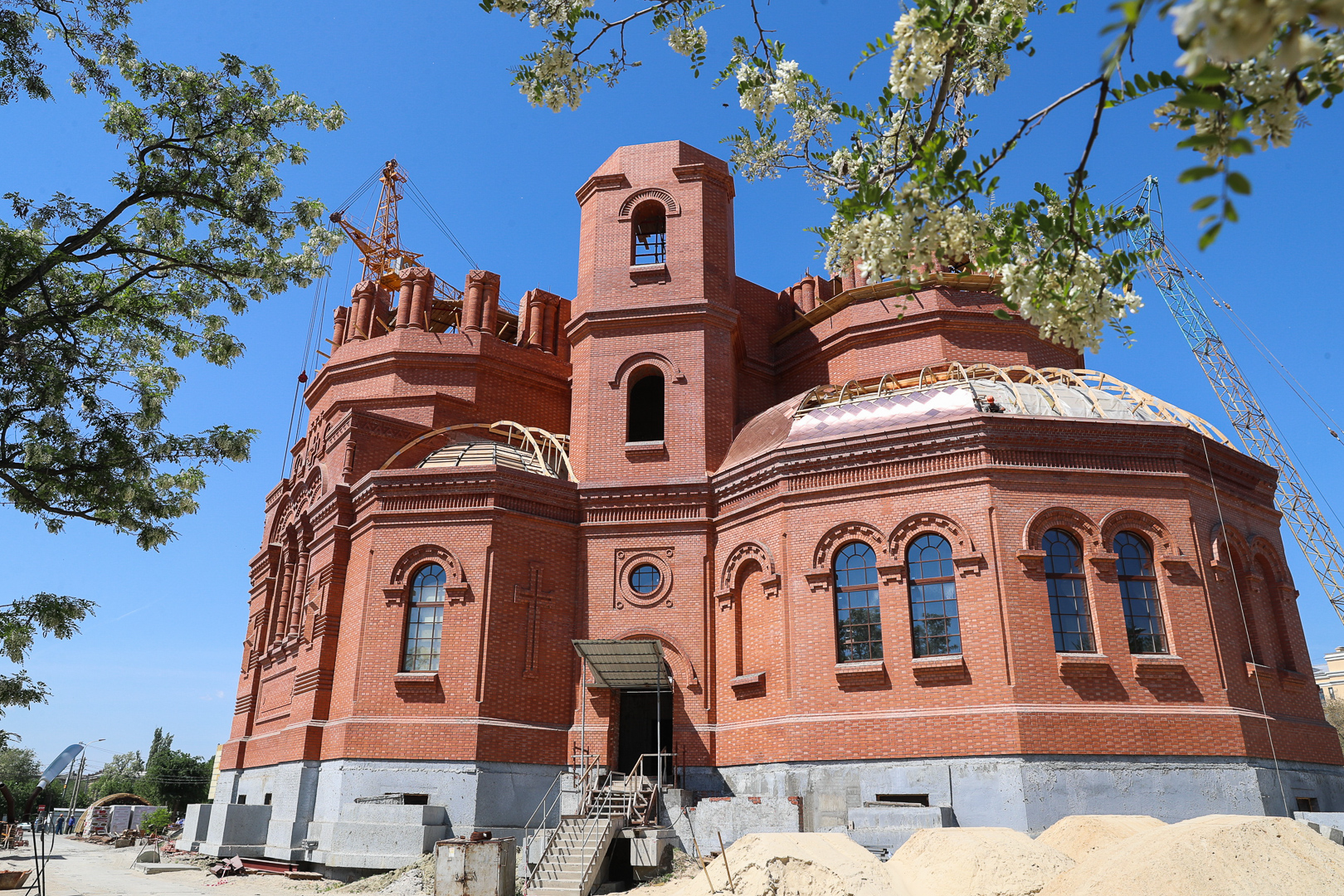
Строящийся собор в 2018 году

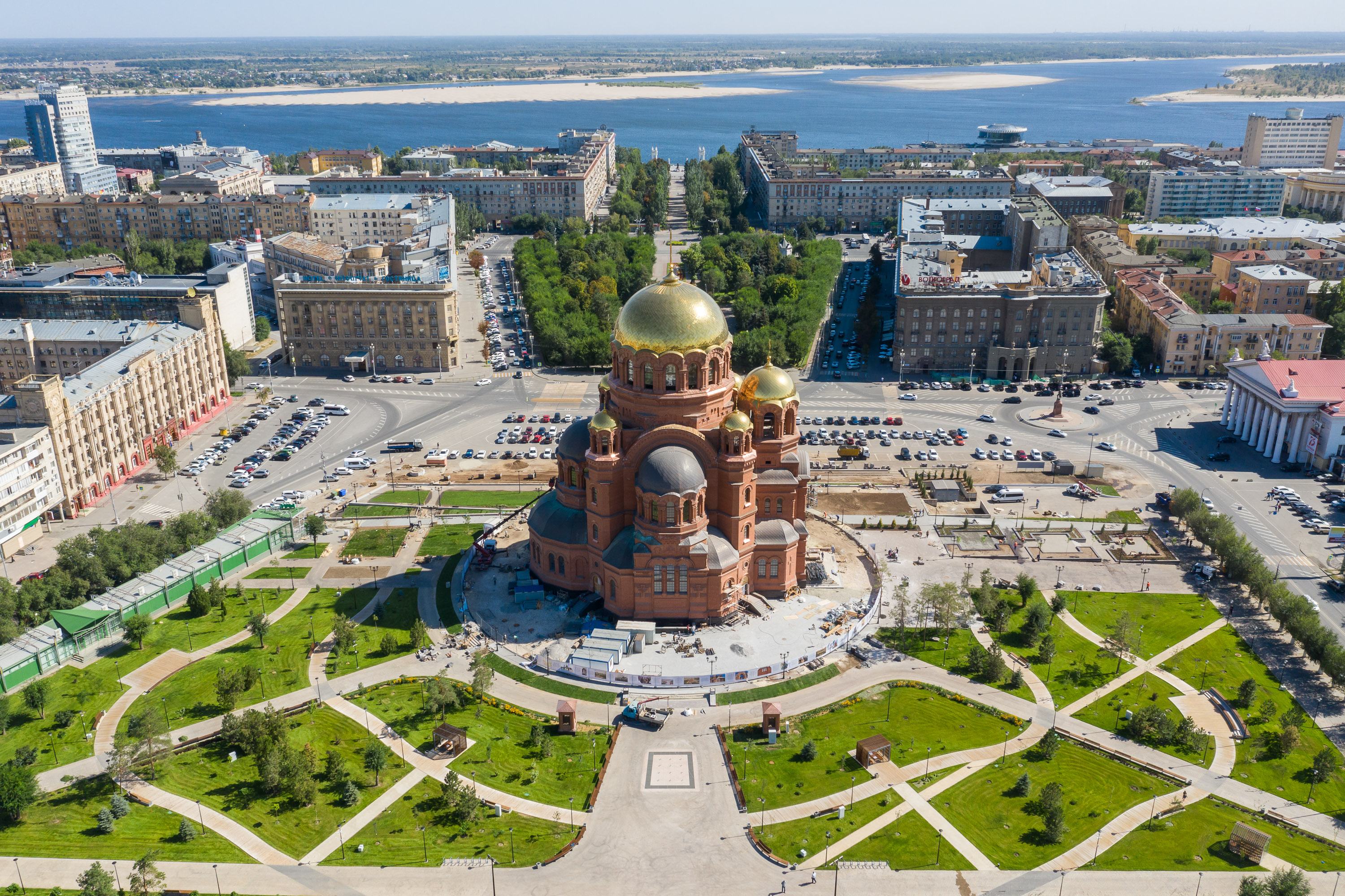
Вид на Александро-Невский собор, окружающий его Александровский сад и площадь. 2020 год.

По результатам публичных слушаний, прошедших 10 ноября 2015 года, из 955 участников публичных слушаний 433 человека высказались за строительство храма в затрибунной части площади Павших борцов, 331 — против, остальные не голосовали.
В апреле 2016 года в затрибунной части площади состоялась закладка первого камня в основание Александро-Невского собора. Церемония началась с торжественного молебна, который совершил митрополит Волгоградский и Камышинский Герман в сослужении епископа Урюпинского и Новоаннинского Елисея, епископа Калачевского и Палласовского Иоанна и духовенства Епархии. В мероприятии также участвовал мэр Волгограда Андрей Косолапов. Митрополит Волгоградский и Камышинский Герман поздравил собравшихся с историческим событием и обратился с речью: «Прошу вас всех — помолитесь о благополучном деле и беспрепятственном строительстве этого святого воссоздаваемого храма Александра Невского, и чтобы никогда в нашем городе не повторилось это безумство разрушения святых Храмов Божиих. Нам надо сегодня с особым благоговением поблагодарить Бога за то, что наступило такое благоприятное время — воссоздания главного храма нашего многострадального города-победителя».
При этом никаких археологических исследований на месте строительства не проводилось, открытый лист не выдавался, хотя место находится в историческом центре города. Областной комитет культуры выдал разрешение на проведение работ уже после их начала. Грунт без осмотра сразу вывозили на свалку, после чего местные жители находили в отвалах грунта дореволюционные предметы. Волгоградский археолог Евгений Круглов утверждал, что лично видел в котловане фрагменты подвалов, которые при строительстве были засыпаны.
Храм был торжественно освящён Святейшим Патриархом Московским и всея Руси Кириллом 19 сентября 2021 года. Собор Александра Невского был восстановлен к 800-летию со дня рождения князя. Великим чином были освящены центральный престол в честь благоверного князя Александра Невского, левый престол — в честь апостола Андрея Первозванного, престол нижнего храма — в честь равноапостольных Кирилла и Мефодия. Завершая чин великого освящения, Патриарх Кирилл возглавил крестный ход вокруг нового собора. На церемонии присутствовал губернатор Волгоградской области Андрей Бочаров. Открытие храма стало праздником для горожан, было устроено лазерное представление по истории храма и дан салют. Собравшихся и всех волгоградцев поздравил телеграммой президент России Владимир Путин, он поблагодарил патриарха Кирилла за благословление на строительство храма и личное участие в восстановлении исторической справедливости. Сам возрождённый храм президент страны назвал подлинным украшением города.
Стоимость строительства составила около 1 миллиарда рублей.

## Интерьер

Росписи купола собора

Роспись стен собора создана за 2 года группой из 25 мастеров под руководством иконописца Александра Лавданского. Площадь росписей превысила 6 тысяч м². Фрески написаны силикатными красками. В росписи соблюдён иерархический принцип — смысловой центр (образ Спаса Вседержителя) находится в куполе. На стенах восточной апсиды, где находится алтарь изображено главнейшее христианское богослужение — божественная литургия.
Полы храма и облицовка стен выполнены мрамором.

## Критика
Строительство храма вызвало неоднозначную реакцию среди горожан. Основным объектом критики стала не сама идея восстановления храма, а выбранное место. Во-первых, храм не вписывается в уже сложившийся архитектурный ансамбль города, в том числе площадь Павших борцов и улицу Мира. Во-вторых, храм строится в центре города, и без того перегруженном. В-третьих, отмечается, что храм строится в общественном месте, которое до этого использовалось всеми горожанами, а после будет удовлетворять интересам только одной религиозной группы. В-четвёртых, строительство ведётся на месте сквера при том, что после распада СССР площадь зелёных насаждений города только уменьшается. Наконец, многие опрошенные, в том числе Иван Курилла отмечают, что здание, построенное в этом месте, должно стать доминантой города, объединить горожан, чего произойти не может из-за уже возникшей негативной реакции части жителей.